# TVMI
 TVMI   TV Moldova Internațional  (ТБ Молдова Міжнародна)  міжнародна версія громадського телебачення в Республіці Молдова. Він відправляється безкоштовно супутник Eutelsat  і має покриття 90% в Європі, Північній Азії, Північної Америки.
Де дуже дивилися телевізор бессарабська  діаспора в Італії, Іспанії, Португалії та Канаді.
TVMI випромінювання складається з 60% і 40% власних передач програм, здійснюваних громадського мовника Молдова-1.

## Детальніше про TVMI
З січня 2007 року державна компанія "Телерадіо-Молдова" запускає національний ТБ Міжнародне (TVMI). Це перший в країні мовлення. Молдова, спроба розповісти світові більше про Молдову та Молдованів. Однією з основних задач є надання інформації для домашньої  молдавської діаспори, де вони знаходяться.  Таким чином, найважливішим канала TVMI  є новини і факти досяг.  Програми новини: "Молдова: тут і зараз» буде відображати соціальні, політичні, економічного та культурного життя країни. Буде також контролюватися при валюти лея порівняно з посиланням  і метеорологічні дані. Розклад міститиме програми взято з Молдова-1 які показали життєздатність і успіх в той час як громадськість: "Фокус", "Дор" "У нашому селі", "Кільце Зірка" та ін Також буде випущений і музичний проект - TOP 10. TVMI є відмінним способом для країн з молдаван за кордоном і представити свої досягнення. В рамках цього проекту не призведе до затримки з'являтися «співвітчизників». Громадська компанія "Телерадіо-Молдова" спрямована на створення енергійної і згуртованої команди, що не відмовиться від будь-яких подробиць, що сприятиме підвищенню іміджу Молдови за кордоном. "З ТБ Молдова Міжнародна відчувати себе як вдома!" Це звучить девіз TVMI фірмових телевізійних проекті.

## Для отримання додаткової інформації дивіться
- Молдова-1